# 竹岡吉太郎
竹岡 吉太郎（たけおか きつたろう、1871年（明治4年6月）- 1947年（昭和22年））は、昭和時代前期の政治家。大分県中津市長。

## 経歴
大分県出身。竹岡茂平の長男。1885年（明治18年）大阪専修学校を卒業後、東京杉浦商店に入社し浦塩支店に勤務する。ロシア語を学び1890年（明治23年）帰朝したのち廻船業を経営する。ついで中津町会議員、同市会議員、同議長を経て、1934年（昭和9年）中津市長に就任した。ほか、下毛銀行、耶馬渓鉄道各取締役、日本電気鉄工監査役、九州水力電気中津営業所長、中津販売組合理事、大分県会議員などを歴任した。

## 親族
- 弟：竹岡陽一（実業家、東邦電力社長、四国電力初代会長）[2]
- 妹：カヅ（実業家・松永安左エ門妻）[2]
- 長女：喬子（ラグビー選手、実業家・田辺九万三妻）[2]